# E125
La ruta europea E125 és una carretera que forma part de la Xarxa de carreteres europees. Comença a Ixim (Rússia) i finalitza a Nizhny Panj fins a la frontera amb (Kirguizstan). Té una longitud de 2600 km.
Té una orientació de nord a sud i travessà per les nacions de Rússia, Kazakhstan i Kirguizstan.